# El ciego guiando al ciego

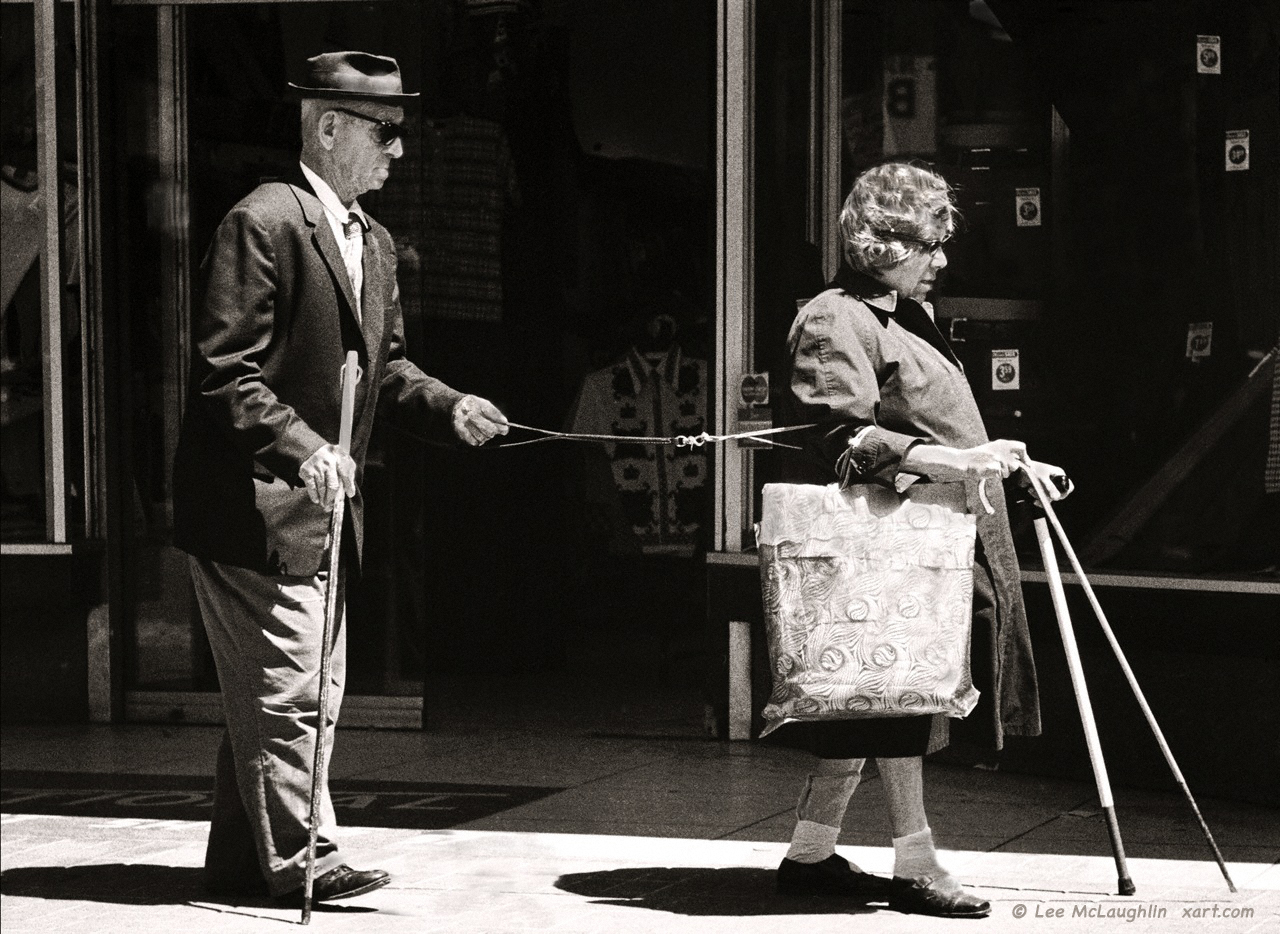
Documental callejero de un ciego guiando a otro ciego, de Lee Mclaughlin

 Guías ciegos, también llamado El ciego guiando al ciego es un modismo y una metáfora en forma de frase paralela; se utiliza para describir una situación en la que una persona ignorante de un tema determinado recibe consejos y ayuda de otra persona igual de ignorante del tema. 

## Historia
El modismo se remonta a los Upanishads, que fueron escritos alrededor del año 800 a. C.

Permaneciendo en medio de la ignorancia, creyéndose sabios y eruditos, los necios van sin rumbo de aquí para allá, como ciegos guiados por ciegos.
Katha Upanishad

Una metáfora similar existe en el Canon Pali Budista, compuesto en India del Norte, y preservado oralmente hasta que fue puesto por escrito durante el Cuarto Concilio Budista en Sri Lanka en 29 AEC.

Supongamos una fila de ciegos, cada uno agarrado al que tiene delante: el primero no ve, el del medio no ve, el último no ve. Del mismo modo, la declaración de los brahmanes resulta ser una fila de ciegos, por así decirlo: el primero no ve, el del medio no ve, el último no ve.
Canki Sutta (MN 95)

La expresión similar aparece en Horacio (Epístolas, libro I, epístola XVII, línea 4): caecus iter monstrare uelit ("el ciego que desea mostrar el camino"). Horacio fue el principal poeta lírico Romano durante la época de Augusto (27 a. C. - 14 a. C.)
La frase también aparece en el Nuevo Testamento. Se menciona varias veces en los evangelios, con historias similares que aparecen en Mateo, Lucas y el no canónico evangelio de Tomás, posiblemente llegando a los evangelistas a través de la hipotética fuente Q.

"Toda planta que no haya plantado mi Padre celestial será arrancada de raíz. Dejadlos; son guías ciegos [de ciegos]. Si un ciego guía a otro ciego, ambos caerán en un pozo."
Mateo 15:13-14

"Ni el que no es experto enseña al que no lo es, ni el ciego puede guiar al ciego"

.
La frase aparece en Adagia, una colección anotada de griega y latín proverbios, recopilada durante el Renacimiento por el humanista holandés Erasmo de Róterdam. La primera edición, titulada Collectanea Adagiorum, se publicó en París en 1500 de nuestra era.
¡Agustín de Hipona, teólogo católico, escribe Vae caecis ducentibus! Vae caecis sequentibus!, que en latín significa "¡ay de los ciegos que guían, ay de los ciegos que siguen!".